# Mekenna Melvin

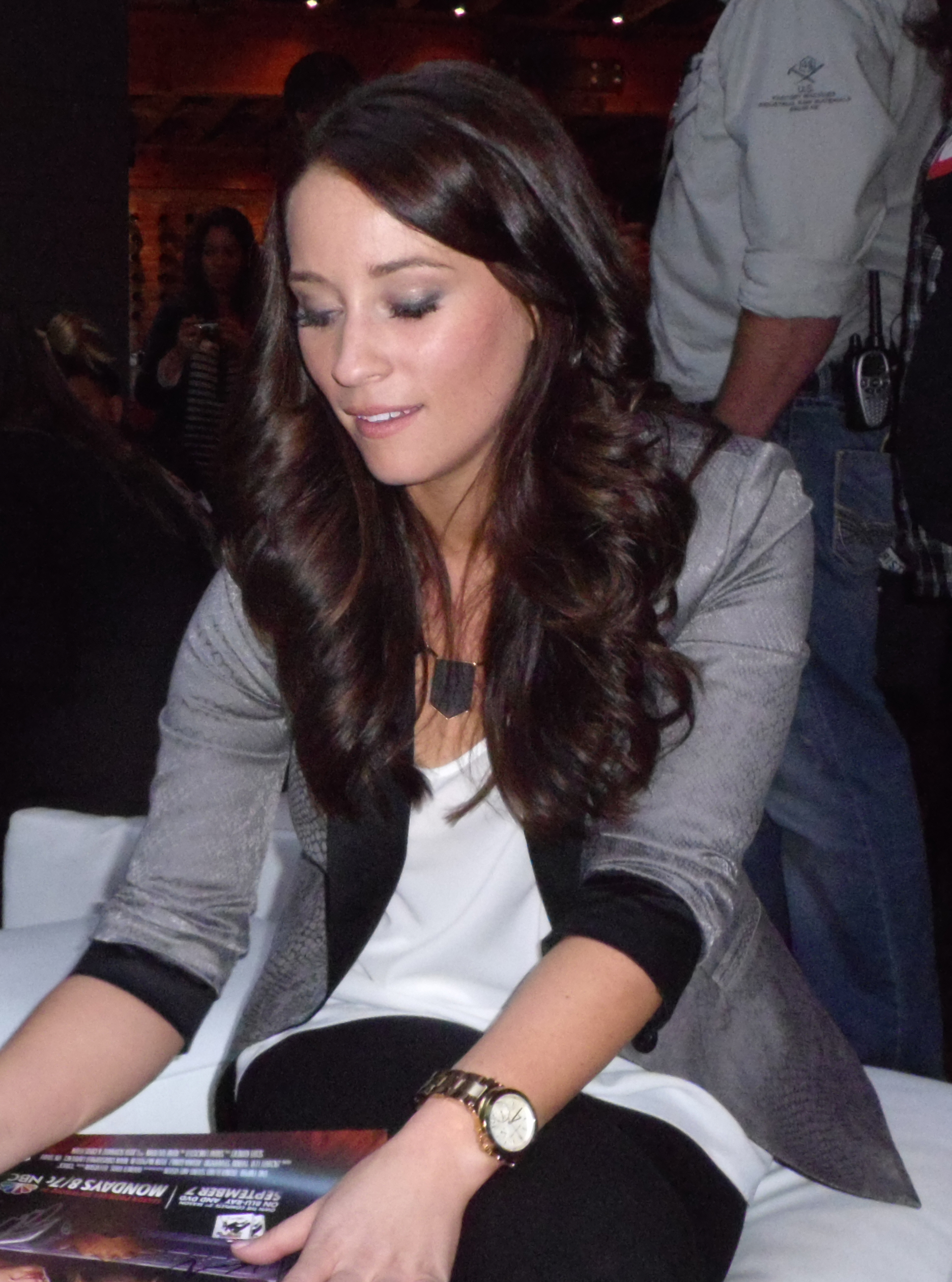
Mekenna Melvin

Mekenna Melvin (* 23. Januar 1985 in Saratoga, Kalifornien) ist eine US-amerikanische Schauspielerin.

## Leben
Die Tochter einer Theater-Direktorin kam früh mit der Schauspielerei in Berührung. Sie verkörperte mit 5 Jahren eine Rolle als Woodstock, der Vogel aus den Peanuts. Sie ist Absolventin der Independence High School in San Jose, Kalifornien. Ihre Schauspielausbildung erhielt sie an der American Academy of Dramatic Arts in New York City und der British American Drama Academy in Oxford in England. Melvin hat auch eine Kampfsportausbildung, sie besitzt den Schwarzen Gürtel in Taekwondo. Bekannt wurde sie mit ihrer Rolle der Alex McHugh in der amerikanischen Fernsehserie Chuck.

## Filmografie
- 2008: Dear Me
- 2008: MeterMan (Kurzfilm)
- 2008: The Last Page (Kurzfilm)
- 2009: Lie to me (Fernsehserie, Folge 1x03)
- 2009: Three Rivers Medical Center (Three Rivers, Fernsehserie, Folge 1x04)
- 2010: Melting the Showman (Kurzfilm)
- 2010: The Fighting Kind (Kurzfilm)
- 2010–2012: Chuck (Fernsehserie, 24 Folgen)
- 2010: Detroit 1-8-7 (Fernsehserie, 2 Folgen)
- 2010: Amber Lake
- 2012: Buds (Kurzfilm)
- 2012: Vegas (Fernsehserie, 1 Folge)
- 2013: The Nightmare Nanny (Fernsehfilm)
- 2013: Castle (Fernsehserie, Folge 5x24)
- 2013: Grey’s Anatomy (Fernsehserie, Folge 10x10)
- 2014: Mr. Intangibles
- 2015: His Secret Family (Fernsehfilm)
- 2016: Relationship Status (Fernsehserie, 4 Folgen)
- 2016: Once Upon a Time – Es war einmal … (Once Upon a Time, Fernsehserie, Folge 6x03)
- 2017: Threadbare (Fernsehserie, Folge 1x03)
- 2017: A Woman Deceived (Fernsehfilm)
- 2018: The Bad Guys